# Ejército de la República Islámica de Irán
El Ejército de la República Islámica de Irán (persa: ارتش جمهوری اسلامی ایران), acrónimo AJA (persa: آجا), conocido simplemente como el Ejército iraní o Artesh (persa: ارتش, romanizado: Arteš), es el "brazo militar tradicional persa" y parte de las Fuerzas Armadas de la República Islámica de Irán. Tiene la tarea de proteger la integridad territorial del país de las amenazas externas e internas y de proyectar el poder.
Artesh tiene su propio Estado Mayor Conjunto que coordina sus cuatro ramas de servicio separadas: Fuerzas Terrestres, Fuerza Aérea, Armada y la recién establecida Fuerza de Defensa Aérea.

## Misiones y despliegues
El ejército iraní ha luchado contra dos grandes invasiones en la época contemporánea. La invasión anglo-soviética de 1941 por parte de los Aliados de la Segunda Guerra Mundial resultó en una pérdida decisiva para las fuerzas iraníes, la deposición del Sha de Irán y cinco años de ocupación posterior, mientras que la invasión iraquí de 1980 inició la Guerra Irán-Irak, que duró casi ocho años y terminó en el statu quo ante bellum. El ejército también ha participado activamente en sofocar las rebeliones tribales y separatistas que comenzaron en la década de 1940 para proteger la integridad territorial de Irán.

### Operaciones extraterritoriales
De 1972 a 1976, las tropas iraníes fueron enviadas a Omán para luchar con el Ejército Real de Omán en la guerra de Dhofar. En 1976, se envió un contingente a Pakistán para ayudar al ejército pakistaní contra la conflicto de Baluchistán. Según los informes, el personal iraní también estuvo presente en la guerra de Vietnam. En 2016, se desplegaron miembros de las fuerzas especiales de Irán para luchar en la guerra civil siria.

### Misiones internacionales de mantenimiento de la paz
El ejército iraní participó en misiones de mantenimiento de la paz de la ONU en la década de 1970, enviando un batallón para reemplazar a las fuerzas peruanas en los Altos del Golán como parte de la Fuerza de Observación de la Separación. Después de la invasión israelí del Líbano, la mayor parte de las fuerzas formaron parte de la Fuerza Provisional en el Líbano hasta finales de 1978. Reemplazadas por fuerzas finlandesas, las fuerzas de mantenimiento de la paz iraníes se retiraron en 1979 tras la revolución islámica.
En 1993, el ejército iraní restableció sus unidades profesionales de mantenimiento de la paz y declaró que están listas para ser enviadas por orden de la ONU. Desde entonces, Irán ha desplegado fuerzas en Etiopía y Eritrea en 2003 y la Misión de la Unión Africana en Darfur en 2012. 
La rama marítima del ejército iraní ha lanzado varias misiones para luchar contra la piratería frente a las costas de Somalia, asegurando la liberación de marineros de muchos otros países.

### Misiones de ayuda
El ejército iraní ha desplegado fuerzas para ayudar a las sociedades León y Sol Rojo y Media Luna Roja Iraní en misiones de rescate y socorro después de desastres naturales nacionales, incluida la limpieza de carreteras, el restablecimiento de las comunicaciones, el suministro de bienes, el transporte aéreo de equipos, el transporte de heridos y personal y la instalación de hospitales de campaña y centros de atención poshospitalaria.